# Glacis (enginyeria militar)

Planta i perfil d'una típica fortificació moderna amb glacis (7), camí cobert (8), contraescarpa (9), fossat (10) i escarpa (12)

Un glacis en enginyeria militar és un terraplè amb un pendent suau construït a la part més exterior d'una fortificació o fortalesa envoltant-la totalment. El glacis solia tenir una longitud en planta de 40 o 50 vares. Un dels objectius fonamentals del glacis és protegir la base de l'escarpa de bastions i revellins d'un atac directe amb artilleria, especialment en les muralles d'una fortalesa, ja que aquestes queden protegides darrere d'aquest de la línia directa, de manera que els assaltants havien d'arribar a la cresta per batre-les directament.
Per tal de protegir aquesta cresta els defensors construïen un camí cobert d'una amplada d'unes 10-12 vares (10 m aprox.) parapetat per sota la cresta on, en cas d'assalt o setge podien instal·lar-hi tropes. Pel costat de la fortificació sobrepassat el camí cobert hi ha la contraescarpa que davallava abruptament dins del fossat. El camí cobert oferia una via de comunicació protegida de la fuselleria enemiga al voltant de tot el glacis. El parapet tenia usualment una alçada de 8 2/3 peus respecte al nivell del camí i gaudia d'una o dues banquetes una mena de grades que permetien a la tropa d'infanteria defensora poder treure el cap per sobre del parapet per disparar contra els atacants. En la grada, del costat del parapet, s'hi acostumava a clavar una estacada de fustes de secció quadrada a una profunditat de tres peus i que sobresortien a penes unes deu polzades del parapet. Aquest extrem s'esmolava per fer-los punxegudes per tal de dificultar l'atac de les tropes, i no es feia sobresortir més per evitar que el llançament de projectils enemics les estellessin danyant a la tropa defensora. La línia d'estaques, separades amb l'espai mínim per fer-hi passar el fusell, a més estabilitzaven el parapet evitant que s'ensorrés. A més s'hi disposaven una línia d'estaques de la mateixa mena que s'anomenava listón de la estacada. Alguns cops es construïa al final del glacis un altre fossat, dit fossat avançat, amb el seu camí cobert avançat i glacis propi. El camí cobert es comunicava amb la plaça mitjançant un pont que salvava el fossat i que entrava per una de les cortines de la muralla.
El glacis es construeix amb la terra treta a l'hora d'excavar el fossat. En temps de setge s'hi fan sortir ramals coberts d'una profunditat d'uns 6 o 7 peus. El glacis forma una rampa anivellada i descoberta de vegetació que representa un magnífic camp de tir contra tot aquell que intenti aproximar-se. Per tal de dificultar-ne l'avanç, a més de la dificultat d'ascendir per un pendent, els defensor solien instal·lar diversos paranys per frenar l'avanç com són la construcció de pous camuflats, i la instal·lació de cavalls frisons, taulons amb claus mig enterrats, obriülls o estaques punxegudes prop de la cresta especialment prop dels posts d'artilleria avançada.